# Savignia eskovi
Savignia eskovi är en spindelart som beskrevs av Marusik, Koponen och Sergei N. Danilov 200. Savignia eskovi ingår i släktet Savignia och familjen täckvävarspindlar. Inga underarter finns listade i Catalogue of Life.